# Vasilīs Tsiartas
Vasilīs Tsiartas (in greco: Βασίλης Τσιάρτας; Alexandreia, 12 novembre 1972) è un ex calciatore greco, di ruolo centrocampista, campione d'Europa con la nazionale greca nel 2004.

## Carriera

### Club
Centrocampista offensivo, iniziò la sua carriera quando era all'accademia nell'Alexandreia dove rimane una stagione totalizzando 30 presenze segnando 2 reti.
Nell'estate 1988 passa al Naoussa per cinque stagioni dove totalizza 92 presenze segna 32 reti.
Nell'estate del 1993 si trasferì all'AEK Atene, dove insieme a Demis Nikolaidis e Michalīs Kapsīs, portarono l'AEK Atene a vincere il campionato nel 1992-1993 e nel 1993-1994, più una Coppa di Grecia nel 1995-1996. Proprio in questa stagione Tsiartas diventa il capocannoniere dell'Alpha Ethniki e il titolo di Calciatore greco dell'anno.
Passato in Spagna al Siviglia, conquistò la promozione in Primera División.
Nel 2000 fece ritorno in patria ancora nell'AEK Atene, vincendo Coppa di Grecia nella stagione 2001-2002 ai danni dell'Olympiakos. Nel 2001 porta l'AEK Atene ai quarti di finale della Coppa UEFA, eliminati dall'Inter. Nella Champions League 2002-2003, contro il Real Madrid segna su calcio di punizione allo Stadio Nikos Goumas.
A causa dei debiti dell'AEK Atene, dopo aver vinto l'Europeo 2004 con la Nazionale greca, si trasferì in Germania nel Colonia, per una stagione nella Bundesliga.
Dopo un anno di inattività, nel 2006 firmò per l'Ethnikos Pireo. Il 14 febbraio 2007 annunciò il suo ritiro dall'attività agonistica.

### Nazionale
Dopo aver giocato nelle nazionali Under-16 e Under-21, debuttò nella nazionale maggiore il 27 aprile 1994 contro l'Arabia Saudita.
Ha totalizzato 70 presenze in nazionale segnando 12 reti, 5 delle quali su calcio di rigore, compreso quello contro l'Irlanda nel 2003 che consentì alla sua nazionale di qualificarsi per Euro 2004. Durante l'Europeo 2004 giocò prevalentemente come sostituto, riuscendo a realizzare 2 assist per i compagni contro la Spagna e contro la Repubblica Ceca. Segna un gol su punizione a Kiev contro l'Ucraina, portando la nazionale greca sull'1-1.

## Statistiche

### Presenze e reti nei club
| Stagione         | Squadra          | Campionato       | Campionato | Campionato | Coppe nazionali | Coppe nazionali | Coppe nazionali | Coppe continentali | Coppe continentali | Coppe continentali | Altre coppe | Altre coppe | Altre coppe | Totale | Totale |
| Stagione         | Squadra          | Comp             | Pres       | Reti       | Comp            | Pres            | Reti            | Comp               | Pres               | Reti               | Comp        | Pres        | Reti        | Pres   | Reti   |
| ---------------- | ---------------- | ---------------- | ---------- | ---------- | --------------- | --------------- | --------------- | ------------------ | ------------------ | ------------------ | ----------- | ----------- | ----------- | ------ | ------ |
| 1987-1988        | Alexandria       | SL               | 30         | 2          | CG              | -               | -               | UCL+UEL            | -                  | -                  | -           | -           | -           | 30     | 2      |
| 1988-1989        | Naoussa          | SL               | 24         | 8          | CG              | -               | -               | UCL+UEL            | -                  | -                  | -           | -           | -           | 24     | 8      |
| 1989-1990        | Naoussa          | SL               | 16         | 4          | CG              | -               | -               | UCL+UEL            | -                  | -                  | -           | -           | -           | 23     | 1      |
| 1990-1991        | Naoussa          | SL               | 33         | 13         | CG              | -               | -               | UCL+UEL            | -                  | -                  | -           | -           | -           | 33     | 13     |
| 1991-1992        | Naoussa          | SL               | 9          | 2          | CG              | -               | -               | UCL+UEL            | -                  | -                  | -           | -           | -           | 9      | 1      |
| 1992-1993        | Naoussa          | SL               | 10         | 5          | CG              | -               | -               | UCL+UEL            | -                  | -                  | -           | -           | -           | 9      | 1      |
| Totale Naoussa   | Totale Naoussa   | Totale Naoussa   | 92         | 32         |                 | -               | -               |                    | -                  | -                  |             | -           | -           | -      | -      |
| 1993-1994        | AEK Atene        | SL               | 26         | 4          | CG              | -               | -               | -                  | -                  | -                  | -           | -           | -           | 26     | 4      |
| 1994-1995        | AEK Atene        | SL               | 34         | 7          | CG              | -               | -               | UEL                | -                  | -                  | -           | -           | -           | 34     | 7      |
| 1995-1996        | AEK Atene        | SL               | 37         | 26         | CG              | -               | -               | UEL                | -                  | -                  | -           | -           | -           | 37     | 26     |
| 1996-1997        | Siviglia         | PD               | 32         | 7          | CR              | -               | -               | -                  | -                  | -                  | -           | -           | -           | 32     | 7      |
| 1997-1998        | Siviglia         | PD               | 34         | 8          | CR              | -               | -               | CU                 | -                  | -                  | -           | -           | -           | 34     | 8      |
| 1998-1999        | Siviglia         | B                | 40         | 18         | CR              | -               | -               | -                  | -                  | -                  | -           | -           | -           | 40     | 18     |
| 1999-2000        | Siviglia         | PD               | 33         | 10         | CR              | -               | -               | CU                 | -                  | -                  | -           | -           | -           | 33     | 26     |
| Totale Siviglia  | Totale Siviglia  | Totale Siviglia  | 139        | 59         |                 | -               | -               |                    | -                  | -                  |             | -           | -           | -      | -      |
| 2000-2001        | AEK Atene        | SL               | 27         | 14         | CG              | -               | -               | -                  | -                  | -                  | -           | -           | -           | 27     | 14     |
| 2001-2002        | AEK Atene        | SL               | 27         | 16         | CG              | -               | -               | UEL                | -                  | -                  | -           | -           | -           | 27     | 16     |
| 2002-2003        | AEK Atene        | SL               | 30         | 9          | CG              | -               | -               | UEL                | -                  | -                  | -           | -           | -           | 30     | 9      |
| 2003-2004        | AEK Atene        | SL               | 14         | 4          | CG              | -               | -               | UEL                | -                  | -                  | -           | -           | -           | 14     | 4      |
| Totale AEK Atene | Totale AEK Atene | Totale AEK Atene | 195        | 80         |                 | -               | -               |                    | -                  | -                  |             | -           | -           | -      | -      |
| 2004-2005        | Colonia          | BL               | 4          | 1          | CG              | -               | -               | -                  | -                  | -                  | -           | -           | -           | 4      | 1      |
| 2006-2007        | Ethnikos Pireo   | SL               | 3          | 1          | CG              | -               | -               | -                  | -                  | -                  | -           | -           | -           | 3      | 1      |
| Totale carriera  | Totale carriera  | Totale carriera  | 463        | 175        |                 |                 |                 |                    |                    |                    |             |             |             |        |        |

### Cronologia presenze e reti in nazionale
| Cronologia completa delle presenze e delle reti in nazionale ― Grecia | Cronologia completa delle presenze e delle reti in nazionale ― Grecia | Cronologia completa delle presenze e delle reti in nazionale ― Grecia | Cronologia completa delle presenze e delle reti in nazionale ― Grecia | Cronologia completa delle presenze e delle reti in nazionale ― Grecia | Cronologia completa delle presenze e delle reti in nazionale ― Grecia | Cronologia completa delle presenze e delle reti in nazionale ― Grecia | Cronologia completa delle presenze e delle reti in nazionale ― Grecia |
| Data                                                                  | Città                                                                 | In casa                                                               | Risultato                                                             | Ospiti                                                                | Competizione                                                          | Reti                                                                  | Note                                                                  |
| --------------------------------------------------------------------- | --------------------------------------------------------------------- | --------------------------------------------------------------------- | --------------------------------------------------------------------- | --------------------------------------------------------------------- | --------------------------------------------------------------------- | --------------------------------------------------------------------- | --------------------------------------------------------------------- |
| 27-4-1994                                                             | Amarousio                                                             | Grecia                                                                | 5 – 1                                                                 | Arabia Saudita                                                        | Amichevole                                                            | -                                                                     | 46’                                                                   |
| 9-5-1994                                                              | Il Pireo                                                              | Grecia                                                                | 0 – 3                                                                 | Camerun                                                               | Amichevole                                                            | -                                                                     | 68’                                                                   |
| 13-5-1994                                                             | Il Pireo                                                              | Grecia                                                                | 0 – 0                                                                 | Bolivia                                                               | Amichevole                                                            | -                                                                     | 68’                                                                   |
| 7-9-1994                                                              | Toftir                                                                | Fær Øer                                                               | 1 – 5                                                                 | Grecia                                                                | Qual. Euro 1996                                                       | -                                                                     |                                                                       |
| 12-10-1994                                                            | Salonicco                                                             | Grecia                                                                | 4 – 0                                                                 | Finlandia                                                             | Qual. Euro 1996                                                       | -                                                                     |                                                                       |
| 16-11-1994                                                            | Amarousio                                                             | Grecia                                                                | 2 – 0                                                                 | San Marino                                                            | Qual. Euro 1996                                                       | -                                                                     |                                                                       |
| 25-1-1995                                                             | Larnaca                                                               | Cipro                                                                 | 2 – 3                                                                 | Grecia                                                                | Amichevole                                                            | -                                                                     | 46’                                                                   |
| 8-2-1995                                                              | Calamata                                                              | Grecia                                                                | 1 – 0                                                                 | Romania                                                               | Amichevole                                                            | -                                                                     | 46’                                                                   |
| 8-3-1995                                                              | Amarousio                                                             | Grecia                                                                | 1 – 1                                                                 | Svizzera                                                              | Amichevole                                                            | -                                                                     | 46’                                                                   |
| 26-4-1995                                                             | Salonicco                                                             | Grecia                                                                | 0 – 3                                                                 | Russia                                                                | Qual. Euro 1996                                                       | -                                                                     | 46’                                                                   |
| 17-5-1995                                                             | Vilnius                                                               | Lituania                                                              | 2 – 1                                                                 | Grecia                                                                | Amichevole                                                            | 1                                                                     |                                                                       |
| 11-6-1995                                                             | Helsinki                                                              | Finlandia                                                             | 2 – 1                                                                 | Grecia                                                                | Qual. Euro 1996                                                       | -                                                                     | 71’                                                                   |
| 16-8-1995                                                             | Glasgow                                                               | Scozia                                                                | 1 – 0                                                                 | Grecia                                                                | Qual. Euro 1996                                                       | -                                                                     |                                                                       |
| 20-9-1995                                                             | Salonicco                                                             | Grecia                                                                | 0 – 2                                                                 | Jugoslavia                                                            | Amichevole                                                            | -                                                                     | 25’ 75’                                                               |
| 11-10-1995                                                            | Mosca                                                                 | Russia                                                                | 2 – 1                                                                 | Grecia                                                                | Qual. Euro 1996                                                       | -                                                                     | 46’                                                                   |
| 15-11-1995                                                            | Candia                                                                | Grecia                                                                | 5 – 0                                                                 | Fær Øer                                                               | Qual. Euro 1996                                                       | 1                                                                     |                                                                       |
| 24-1-1996                                                             | Calcide                                                               | Grecia                                                                | 2 – 1                                                                 | Israele                                                               | Amichevole                                                            | 1                                                                     | 64’                                                                   |
| 24-4-1996                                                             | Amarousio                                                             | Grecia                                                                | 2 – 0                                                                 | Slovenia                                                              | Qual. Mondiali 1998                                                   | -                                                                     | 82’                                                                   |
| 8-5-1996                                                              | Giannina                                                              | Grecia                                                                | 2 – 1                                                                 | Georgia                                                               | Amichevole                                                            | -                                                                     | 46’                                                                   |
| 1-9-1996                                                              | Calamata                                                              | Grecia                                                                | 3 – 0                                                                 | Bosnia ed Erzegovina                                                  | Qual. Mondiali 1998                                                   | -                                                                     | 76’                                                                   |
| 9-10-1996                                                             | Copenaghen                                                            | Danimarca                                                             | 2 – 1                                                                 | Grecia                                                                | Qual. Mondiali 1998                                                   | -                                                                     | 75’                                                                   |
| 10-11-1996                                                            | Zagabria                                                              | Croazia                                                               | 1 – 1                                                                 | Grecia                                                                | Qual. Mondiali 1998                                                   | -                                                                     | 84’                                                                   |
| 19-2-1997                                                             | Atene                                                                 | Grecia                                                                | 0 – 0                                                                 | Portogallo                                                            | Amichevole                                                            | -                                                                     | 46’                                                                   |
| 2-4-1997                                                              | Sarajevo                                                              | Bosnia ed Erzegovina                                                  | 0 – 1                                                                 | Grecia                                                                | Qual. Mondiali 1998                                                   | -                                                                     | 68’                                                                   |
| 6-9-1998                                                              | Atene                                                                 | Grecia                                                                | 2 – 2                                                                 | Slovenia                                                              | Qual. Euro 2000                                                       | -                                                                     | 46’                                                                   |
| 14-10-1998                                                            | Atene                                                                 | Grecia                                                                | 3 – 0                                                                 | Georgia                                                               | Qual. Euro 2000                                                       | -                                                                     | 75’                                                                   |
| 6-10-1999                                                             | Atene                                                                 | Grecia                                                                | 2 – 0                                                                 | Albania                                                               | Qual. Euro 2000                                                       | 1                                                                     | 75’                                                                   |
| 9-10-1999                                                             | Maribor                                                               | Slovenia                                                              | 0 – 3                                                                 | Grecia                                                                | Qual. Euro 2000                                                       | 1                                                                     | 65’                                                                   |
| 14-12-1999                                                            | Salonicco                                                             | Grecia                                                                | 1 – 1                                                                 | Ghana                                                                 | Amichevole                                                            | -                                                                     | 46’                                                                   |
| 23-2-2000                                                             | Calamata                                                              | Grecia                                                                | 4 – 1                                                                 | Austria                                                               | Amichevole                                                            | -                                                                     | 63’                                                                   |
| 29-3-2000                                                             | Amarousio                                                             | Grecia                                                                | 2 – 0                                                                 | Romania                                                               | Amichevole                                                            | -                                                                     | 86’                                                                   |
| 26-4-2000                                                             | Dublino                                                               | Irlanda                                                               | 0 – 1                                                                 | Grecia                                                                | Amichevole                                                            | -                                                                     | 55’                                                                   |
| 3-6-2000                                                              | Bucarest                                                              | Romania                                                               | 2 – 1                                                                 | Grecia                                                                | Amichevole                                                            | -                                                                     | 46’                                                                   |
| 16-8-2000                                                             | San Gallo                                                             | Svizzera                                                              | 2 – 2                                                                 | Grecia                                                                | Amichevole                                                            | -                                                                     | 65’                                                                   |
| 2-9-2000                                                              | Amburgo                                                               | Germania                                                              | 2 – 0                                                                 | Grecia                                                                | Qual. Mondiali 2002                                                   | -                                                                     | 63’                                                                   |
| 15-11-2000                                                            | Rodi                                                                  | Grecia                                                                | 0 – 2                                                                 | Slovacchia                                                            | Amichevole                                                            | -                                                                     | 46’                                                                   |
| 10-11-2001                                                            | Nea Filadelfeia                                                       | Grecia                                                                | 4 – 2                                                                 | Estonia                                                               | Amichevole                                                            | 1                                                                     | 65’                                                                   |
| 13-2-2002                                                             | Salonicco                                                             | Grecia                                                                | 2 – 2                                                                 | Svezia                                                                | Amichevole                                                            | -                                                                     | 46’                                                                   |
| 27-3-2002                                                             | Patrasso                                                              | Grecia                                                                | 3 – 2                                                                 | Belgio                                                                | Amichevole                                                            | 1                                                                     | 62’                                                                   |
| 17-4-2002                                                             | Giannina                                                              | Grecia                                                                | 0 – 0                                                                 | Rep. Ceca                                                             | Amichevole                                                            | -                                                                     | 43’                                                                   |
| 21-8-2002                                                             | Costanza                                                              | Romania                                                               | 0 – 1                                                                 | Grecia                                                                | Amichevole                                                            | -                                                                     | 46’                                                                   |
| 7-9-2002                                                              | Atene                                                                 | Grecia                                                                | 0 – 2                                                                 | Spagna                                                                | Qual. Euro 2004                                                       | -                                                                     |                                                                       |
| 12-10-2002                                                            | Kiev                                                                  | Ucraina                                                               | 2 – 0                                                                 | Grecia                                                                | Qual. Euro 2004                                                       | -                                                                     |                                                                       |
| 16-10-2002                                                            | Atene                                                                 | Grecia                                                                | 2 – 0                                                                 | Armenia                                                               | Qual. Euro 2004                                                       | -                                                                     | 46’                                                                   |
| 20-11-2002                                                            | Atene                                                                 | Grecia                                                                | 0 – 0                                                                 | Irlanda                                                               | Amichevole                                                            | -                                                                     | cap. 46’                                                              |
| 29-1-2003                                                             | Larnaca                                                               | Cipro                                                                 | 1 – 2                                                                 | Grecia                                                                | Amichevole                                                            | -                                                                     | cap. 46’                                                              |
| 12-2-2003                                                             | Heraklion                                                             | Grecia                                                                | 1 – 0                                                                 | Norvegia                                                              | Amichevole                                                            | -                                                                     | 46’                                                                   |
| 26-3-2003                                                             | Graz                                                                  | Austria                                                               | 2 – 2                                                                 | Grecia                                                                | Amichevole                                                            | 1                                                                     | 68’                                                                   |
| 2-4-2003                                                              | Belfast                                                               | Irlanda del Nord                                                      | 0 – 2                                                                 | Grecia                                                                | Qual. Euro 2004                                                       | -                                                                     | 76’                                                                   |
| 30-4-2003                                                             | Žilina                                                                | Slovacchia                                                            | 2 – 2                                                                 | Grecia                                                                | Amichevole                                                            | 1                                                                     | 46’                                                                   |
| 7-6-2003                                                              | Saragozza                                                             | Spagna                                                                | 0 – 1                                                                 | Grecia                                                                | Qual. Euro 2004                                                       | -                                                                     | 35’                                                                   |
| 11-6-2003                                                             | Atene                                                                 | Grecia                                                                | 1 – 0                                                                 | Ucraina                                                               | Qual. Euro 2004                                                       | -                                                                     | 72’                                                                   |
| 11-10-2003                                                            | Atene                                                                 | Grecia                                                                | 1 – 0                                                                 | Irlanda del Nord                                                      | Qual. Euro 2004                                                       | 1                                                                     |                                                                       |
| 15-11-2003                                                            | Aveiro                                                                | Portogallo                                                            | 1 – 1                                                                 | Grecia                                                                | Amichevole                                                            | -                                                                     | 72’                                                                   |
| 18-2-2004                                                             | Atene                                                                 | Grecia                                                                | 2 – 0                                                                 | Bulgaria                                                              | Amichevole                                                            | -                                                                     | 65’                                                                   |
| 31-3-2004                                                             | Heraklion                                                             | Grecia                                                                | 1 – 0                                                                 | Svizzera                                                              | Amichevole                                                            | 1                                                                     | 67’                                                                   |
| 28-4-2004                                                             | Eindhoven                                                             | Paesi Bassi                                                           | 4 – 0                                                                 | Grecia                                                                | Amichevole                                                            | -                                                                     | 46’                                                                   |
| 29-5-2004                                                             | Stettino                                                              | Polonia                                                               | 1 – 0                                                                 | Grecia                                                                | Amichevole                                                            | -                                                                     | 46’ 90’                                                               |
| 3-6-2004                                                              | Vaduz                                                                 | Liechtenstein                                                         | 0 – 2                                                                 | Grecia                                                                | Amichevole                                                            | -                                                                     | 46’                                                                   |
| 16-6-2004                                                             | Porto                                                                 | Grecia                                                                | 1 – 1                                                                 | Spagna                                                                | Euro 2004 - 1º turno                                                  | -                                                                     | 52’                                                                   |
| 20-6-2004                                                             | Faro                                                                  | Russia                                                                | 2 – 1                                                                 | Grecia                                                                | Euro 2004 - 1º turno                                                  | -                                                                     | 42’                                                                   |
| 25-6-2004                                                             | Lisbona                                                               | Francia                                                               | 0 – 1                                                                 | Grecia                                                                | Euro 2004 - Quarti di finale                                          | -                                                                     | 84’                                                                   |
| 1-7-2004                                                              | Porto                                                                 | Rep. Ceca                                                             | 0 – 1 dts                                                             | Grecia                                                                | Euro 2004 - Semifinale                                                | -                                                                     | 91’                                                                   |
| 18-8-2004                                                             | Praga                                                                 | Rep. Ceca                                                             | 0 – 0                                                                 | Grecia                                                                | Amichevole                                                            | -                                                                     | 46’                                                                   |
| 4-9-2004                                                              | Tirana                                                                | Albania                                                               | 2 – 1                                                                 | Grecia                                                                | Qual. Mondiali 2006                                                   | -                                                                     | 33’                                                                   |
| 8-9-2004                                                              | Il Pireo                                                              | Grecia                                                                | 0 – 0                                                                 | Turchia                                                               | Qual. Mondiali 2006                                                   | -                                                                     | 79’                                                                   |
| 9-10-2004                                                             | Kiev                                                                  | Ucraina                                                               | 1 – 1                                                                 | Grecia                                                                | Qual. Mondiali 2006                                                   | 1                                                                     | 71’                                                                   |
| 17-11-2004                                                            | Calcide                                                               | Grecia                                                                | 3 – 1                                                                 | Kazakistan                                                            | Qual. Mondiali 2006                                                   | -                                                                     | 73’                                                                   |
| 8-6-2005                                                              | Il Pireo                                                              | Grecia                                                                | 0 – 1                                                                 | Ucraina                                                               | Qual. Mondiali 2006                                                   | -                                                                     | 34’                                                                   |
| 19-6-2005                                                             | Francoforte sul Meno                                                  | Giappone                                                              | 1 – 0                                                                 | Grecia                                                                | Conf. Cup 2005 - 1º turno                                             | -                                                                     | 31’                                                                   |
| Totale                                                                |                                                                       | Presenze                                                              | 70                                                                    |                                                                       | Reti                                                                  | 12                                                                    |                                                                       |

## Palmarès

### Club
- Campionato greco: 2

AEK Atene: 1992-1993, 1993-1994
- Coppa di Grecia: 2

AEK Atene: 1995-1996, 2001-2002

### Nazionale
- Campionato d'Europa: 1

Portogallo 2004

### Individuale
- Capocannoniere dell'Alpha Ethniki: 1

1995-1996
- Calciatore greco dell'anno: 1

1996